# 繁昌院 (福知山市)
繁昌院（はんじょういん）は、京都府福知山市にある真言宗の仏教寺院である。丹波地方の真言宗寺院の中では最も規模の小さな寺院である。弘法大師を祀る《大師教会支部》が始まりである。